# Platanthera azorica
Platanthera azorica Schltr. é uma orquídea endémica nos Açores.